# Praia da Torreira
Praia da Torreira
A Praia da Torreira é uma praia marítima, banhada pelo Oceano Atlântico e localizada na vila piscatória da Torreira, concelho da Murtosa, distrito de Aveiro.

É uma das praias mais concorridas da região, pois possui um extenso areal e serviços de apoio de qualidade (restauração).
É possível chegar facilmente à praia de automóvel e sobretudo de bicicleta, devido à extensa rede de ciclovias que foram criadas no concelho.
Em setembro, esta praia é palco da Romaria de São Paio da Torreira, onde afluem cerca de 100000 romeiros, e que foi uma das finalistas regionais das Sete Maravilhas da Cultura Popular.